# Canadisk bærmispel
Canadisk bærmispel (Amelanchier canadensis) er en 4-5 m høj busk, der i Danmark plantes og undertiden findes forvildet.
Canadisk bærmispel er en stor, løvfældende busk med en riset, opret vækst. Barken er først rødbrun og næsten hårløs. Senere bliver den gråbrun, og til sidst er barken ensfarvet grå (meget lig bøgebark).
Knopperne er spredte, udspærrede, glatte og slanke. Farven er først gråbrun, men i løbet af vinteren bliver lyssiden klart rød. Bladene er kraftigt behårede, oprullede og kobberrøde i udspringet. I løbet af et par uger ændrer de udseende og bliver ovale med skarpt savtakket rand. Oversiden er nu gråligt mørkegrøn, mens undersiden er lyst grågrøn. Høstfarven er klart rød.
Blomsterne er hvide og duftløse. De sidder mange sammen i åbne, overhængende klaser. Bærrene modner tidligt (juli-august), og de er mørkelilla ved modenhed. Frøene modner godt og spirer villigt.
Rodnettet er fladt udbredt lige under jordoverfladen. Det er tæt forgrenet. Busken forårsager jordtræthed.
Højde x bredde og årlig tilvækst: 8 x 6 m (20 x 15 cm/år).

## Voksested
Canadisk bærmispel danner underskov og bryn i ege-lønne-fyrreblandingsskovene i Allegheny-bjergene i det østlige USA og Canada. Her findes den især på kalkrig, veldrænet og tør bund.
I det fredede område Friendship Hill National Historic Site i Fayette County, Pennsylvania, har man undersøgt de tidlige stadier af successionen fra opgivet ager tilbage mod blandet løvskov. I de tidlige stadier af successionen fandt man arten voksende sammen med bl.a. robinie, tulipantræ, amerikansk avnbøg, amerikansk sassafras, askebladet løn, blyantene, feberbusk, glansbladet hæg, hvidask, hvidelm, poppelbirk, rødeg, rødløn, sort valnød, sukkerbirk, sukkerløn, sumpeg og vinbrombær.

## Spiselige bær
Bærrene er spiselige og kan anvendes til marmelade.
| Portal | Portal:Botanik |

## Note
1. ↑  USGS-NPS Vegetation Mapping Program: Friendship Hill National Historic Site – Early Successional Hardwood Forest (engelsk)